# Castello Lukeba
Castello Junior Lukeba (Lione, 17 dicembre 2002) è un calciatore francese, difensore del RB Lipsia e della nazionale Under-21 francese.

## Biografia
Nato in Francia, la sua famiglia è di origini angolane.

## Caratteristiche tecniche
Castello Junior è un difensore centrale, capace anche di giocare da terzino sinistro, buono nelle fasi possesso, con una forte capacita ad analizzare il gioco rapidamente.
Viene paragonato a Samuel Umtiti da Juninho, allora direttore sportivo all'Olympique Lione.

## Carriera

### Club
Giovanili e Lione
Cresciuto nelle giovanili dell'Olympique Lione dove è arrivato nel 2011, Lukeba ha firmato il suo primo contratto da professionista con il club il 1 luglio 2021. Aggregato alla prima squadra da Peter Bosz quell'estate, debutta con l'Olympique Lione il 7 agosto 2021. In due stagioni da titolare in Francia cresce molto giocando 58 partite e siglando 4 reti in Ligue 1,esordisce in Europa League.
Lipsia
L'11 Agosto 2023 passa al Lipsia per 30 milioni di euro,diventando subito un titolare del club e facendo il suo esordio in Champions League.

### Nazionale
Castello Jr. è un internazionale giovanile con la Francia, avendo giocato con gli Under-17 e Under-20.
Il 9 ottobre 2023 viene convocato per la prima volta in nazionale maggiore in sostituzione dell'infortunato Axel Disasi. Fa il suo esordio con i transalpini 8 giorni dopo nell'amichevole vinta 4-1 contro la Scozia.

## Statistiche

### Presenze e reti nei club
Statistiche aggiornate al 25 gennaio 2025.
| Stagione               | Squadra                | Campionato             | Campionato | Campionato | Coppe nazionali | Coppe nazionali | Coppe nazionali | Coppe continentali | Coppe continentali | Coppe continentali | Altre coppe | Altre coppe | Altre coppe | Totale | Totale | Totale |
| Stagione               | Squadra                | Comp                   | Pres       | Reti       | Comp            | Pres            | Reti            | Comp               | Pres               | Reti               | Comp        | Pres        | Reti        | Pres   | Reti   |        |
| ---------------------- | ---------------------- | ---------------------- | ---------- | ---------- | --------------- | --------------- | --------------- | ------------------ | ------------------ | ------------------ | ----------- | ----------- | ----------- | ------ | ------ | ------ |
| 2020-2021              | Olympique Lione 2      | N3                     | 7          | 0          |                 | -               | -               |                    | -                  | -                  |             | -           | -           | 7      | 0      |        |
| 2021-2022              | Olympique Lione 2      | N3                     | 2          | 0          |                 | -               | -               |                    | -                  | -                  |             | -           | -           | 2      | 0      |        |
| 2021-2022              | Olympique Lione        | L1                     | 24         | 2          | CF              | 0               | 0               | UEL                | 6                  | 0                  |             | -           | -           | 30     | 2      |        |
| 2022-2023              | Olympique Lione        | L1                     | 34         | 2          | CF              | 4               | 0               |                    | -                  | -                  |             | -           | -           | 38     | 2      |        |
| Totale Olympique Lione | Totale Olympique Lione | Totale Olympique Lione | 58         | 4          |                 | 4               | 0               |                    | 6                  | 0                  |             | -           | -           | 68     | 4      |        |
| 2023-2024              | RB Lipsia              | BL                     | 32         | 1          | CG              | 2               | 0               | UCL                | 7                  | 0                  | SG          | 0           | 0           | 41     | 1      |        |
| 2024-2025              | RB Lipsia              | BL                     | 9          | 0          | CG              | 2               | 0               | UCL                | 4                  | 0                  | -           | -           | -           | 15     | 0      |        |
| Totale Lipsia          | Totale Lipsia          | Totale Lipsia          | 41         | 1          |                 | 4               | 0               |                    | 11                 | 0                  |             | 0           | 0           | 56     | 1      |        |
| Totale carriera        | Totale carriera        | Totale carriera        | 108        | 5          |                 | 8               | 0               |                    | 17                 | 0                  |             | -           | -           | 133    | 5      |        |

### Cronologia presenze e reti in nazionale
| Cronologia completa delle presenze e delle reti in nazionale ― Francia | Cronologia completa delle presenze e delle reti in nazionale ― Francia | Cronologia completa delle presenze e delle reti in nazionale ― Francia | Cronologia completa delle presenze e delle reti in nazionale ― Francia | Cronologia completa delle presenze e delle reti in nazionale ― Francia | Cronologia completa delle presenze e delle reti in nazionale ― Francia | Cronologia completa delle presenze e delle reti in nazionale ― Francia | Cronologia completa delle presenze e delle reti in nazionale ― Francia |
| Data                                                                   | Città                                                                  | In casa                                                                | Risultato                                                              | Ospiti                                                                 | Competizione                                                           | Reti                                                                   | Note                                                                   |
| ---------------------------------------------------------------------- | ---------------------------------------------------------------------- | ---------------------------------------------------------------------- | ---------------------------------------------------------------------- | ---------------------------------------------------------------------- | ---------------------------------------------------------------------- | ---------------------------------------------------------------------- | ---------------------------------------------------------------------- |
| 17-10-2023                                                             | Villeneuve d'Ascq                                                      | Francia                                                                | 4 – 1                                                                  | Scozia                                                                 | Amichevole                                                             | -                                                                      | 87’                                                                    |
| Totale                                                                 |                                                                        | Presenze                                                               | 1                                                                      |                                                                        | Reti                                                                   | 0                                                                      |                                                                        |

## Palmarès

### Club

#### Competizioni nazionali
- Supercoppa di Germania: 1

RB Lipsia: 2023